# Polythene
Polythene es el primer álbum de la banda de rock Feeder. Fue lanzado el 18 de mayo de 1997 por Echo Label. Su canción «High» fue parte de la banda sonora de la película Ya no puedo esperar.

## Lista de canciones
Todas las canciones escritas por Grant Nicholas.
1. "Polythene Girl" – 3:29
2. "My Perfect Day" (re-recorded) – 4:25
3. "Cement " – 3:17
4. "Crash" – 4:08
5. "Radiation" – 4:38
6. "Suffocate" – 3:53
7. "Descend" – 5:20
8. "Stereo World" – 3:24
9. "Tangerine" – 3:58
10. "Waterfall" – 3:10
11. "Forgive" – 4:41
12. "20th Century Trip" – 1:56